# Георгиевка (Канский район)
Георгиевка — деревня в Канском районе Красноярского края. Административный центр Георгиевского сельсовета.

## История
Основано в 1899 г. В 1926 году состояла из 116 хозяйств, основное население — белоруссы. Центр Георгиевского сельсовета Канского района Канского округа Сибирского края.

## Население
| 1926 | 2010  |
| ---- | ----- |
| 549  | ↗1120 |